# Mikkjel Fønhus
Mikkjel Fønhus (ur. 14 marca 1894 w Sør-Aural, Oppland – zm. 28 października 1973, tamże) – norweski pisarz, dziennikarz i podróżnik.

## Życie prywatne i zawodowe
Urodził się w rodzinie kupieckiej jako Mikkel Arnesen Fønhus (pisownię imienia zmienił podczas studiów). Szkołę średnią ukończył w Oslo. Na tamtejszym uniwersytecie studiował prawo, ale swoją przyszłość związał z pracą reportera i związanymi z nią podróżami oraz pisarstwem. Odwiedził wiele zakątków świata od Afryki i Ameryki Północnej po subarktyczne regiony ojczystego kraju (Nord-Norge, archipelag Svalbard). Przyroda, krajobrazy i wydarzenia zapamiętane z tych podróży wielokrotnie pojawiają się na kartach książek pisarza.
Był dwukrotnie żonaty, od 1926 z Helgą Karlsgot, z którą się rozwiódł, a od 1934 z Margarethą Frøshaug.

## Twórczość
Mikkjel Fønhus debiutował w 1917 r. powieścią Skoggansmand (Leśny człowiek), przełomową okazała się jednak jego druga książka Der vilmarka suser wydana w 1919 r. Opublikował ponad 30 powieści oraz kilka zbiorów opowiadań, których bohaterami są dzikie zwierzęta (m.in. wilki, lisy, orły, sowy, łosie, bobry, a także egzotyczne dla większości czytelników lwy czy nosorożce). Ponad 20 książek obejmujących reportaże, utwory fabularne i szkice literackie ukazało się już po śmierci autora.
Fønhus pisał w języku nynorsk z wyraźnymi elementami dialektu używanego w dolinie Valdres, z której pochodził. Jego dzieła często odwołują się do ludowych baśni, legend i opowieści krążących w różnych regionach Skandynawii i w innych częściach świata.
Jego książki przełożono na jęz. angielski, czeski, duński, fiński, francuski, niemiecki, szwedzki, a także polski. W Polsce ukazały się dwie powieści autora: Troll-elgen, 1921, wyd. pol. Zaczarowany łoś, Wydawnictwo Poznańskie, Poznań 1972 i Varg, 1933, wyd. pol. Wilki, Wydawnictwo Poznańskie, Poznań 1980.